# Danny Denzongpa
Danny Denzongpa est un acteur indien sikkimais-bhutia né en 1948 à Gangtok dans le Sikkim.